# 폭스 2000 픽처스
폭스 2000 픽처스(영어: Fox 2000 Pictures)는 월트 디즈니 스튜디오의 미국 영화 제작사였다. 규모가 더 큰 영화 스튜디오 20세기 스튜디오의 자매 스튜디오로, 주로 독립 영화 제작을 전문으로 한다. 본래 21세기 폭스의 스튜디오로, 2019년 3월 20일 월트 디즈니 컴퍼니가 21세기 폭스를 인수한 후 마지막으로 2020년 《우먼 인 윈도》가 개봉 이후 해체되었다. 폭스 2000의 영화들은 20세기 센추리 스튜디오 배너가 붙어있었다.
폭스 2000 픽처스는 50편 이상의 영화를 제작했다. 폭스 2000의 《라이프 오브 파이》는 여러 상을 수상했으며 상업적으로도 좋은 성적을 거두었다.